# Partiel byplanvedtægt
En partiel byplanvedtægt var i tiden forud for planlovreformen en stedplan for den detaljerede fastlæggelse af anvendelsen af arealer inddragne til byudviklingen. Partielle byplanvedtægter blev lavet i kommuner med mere end 1000 indbyggere, idet disse var byplanpligtige i henhold til byplanloven af 1938.

## Baggrund og lovgrundlag
Baggrunden for de partielle byplanvedtægter var ønsket om at sikre, at der ikke skete en hovedløs og usammenpasset byudvikling. Man ønskede at sikre, at arealanvendelsen blev hensigtsmæssig, sammenpasset veje og tekniske anlæg på en (økonomisk og praktisk) rationel måde og under hensyn til landskabsbevarende og fritidsbetingede forhold.
De partielle byplanvedtægter var ikke lovfæstede i egentlig forstand men fremstod som en omfortolkning af byplanlovens bestemmelser om byplanpligt for kommuner med over 1000 indbyggere. Den oprindelige formulering i byplanloven lagde op til, at byplanen skulle have samme detaljeringsgrad som de daværende bygningsreglementer og mere til. I erkendelse af det vanskelige heri udarbejdedes ved indenrigsministeriets cirkulære af 21. oktober 1939 en fremgangsmåde, hvis hovedpunkter var, at der som foreløbig byplan skulle laves "en fyldestgørende redegørelse for den pågældende kommunes byplandispositioner i det hele, for de påtænkte fremgangsmåder til disses successive gennemførelse og for indholdet og beskaffenheden af det vedtægtsmæssige eller øvrige retslige grundlag for de påtænkte fremgangsmåder"., hvilket i praksis gav sig udslag i form af dispositionsplaner, der således var sammenfattende helhedsplaner.
Videre siges i omtalte cirkulære, at "på den anden side må kommunalbestyrelserne da også anses for pligtige i henhold til lovens paragraf 1 til at gennemføre (de) partielle (tinglyste) planer, efterhånden som de enkelte områders udvikling gør gennemførelsen nødvendig" – med andre ord: dispositionsplanens gennemførelse skulle sikres trinvis i form af del-byplaner (nemlig de partielle byplanvedtægter) når og hvis behovet herfor var til stede. En partiel byplanvedtægt skulle derfor principielt dels være i overensstemmelse med dispositionsplanen og anden overordnet planlægning, dels udtrykke sådanne overordnede planers målsætninger i enkeltheder i fornødent omfang.

## Partielle byplanvedtægters indhold
Det var gængs fremgangsmåde i de partielle byplanvedtægter, at de kun indeholdt de strengt juridiske bestemmelser, mens redegørelse for forudsætninger ikke optoges i planerne.
Med hensyn til de forhold, som partielle byplanvedtægter fastlagde, kunne disse indeholde bestemmelser om:
1. arealer til veje, deres retning og bredde, byggelinjer og hjørneafskæringer, indbyrdes tilslutning samt facaderet;
2. beliggenheden af torve og offentlige pladser;
3. beliggenheden af lednings- og røranlæg;
4. beliggenheden af offentlige bygninger og anlæg, blandt andet sports- og legepladser, flyvepladser, havneanlæg, parker og kirkegårde;
5. bebyggelsesarter og deres fordeling, herunder de enkelte delarealers anvendelse til bolig-, forretnings- og industriformål;
6. byggegrundes forhold (dybde, bredde, arealindhold);
7. bebyggelsens beliggenhed og udstrækning på grundene samt bygningers indbyrdes afstande;
8. bygningers ydre fremtoning, herunder bestemmelser om etageforhold, ensartede højder og tagformer;
9. bevaringsværdige forhold, såvel af bygningsmæssig som bevoksningsmæssig art, herunder værdifulde gadebilleder og andre samlede værdifulde bebyggelseshelheder;
10. særlige bestemmelser for ejendomme, hvorpå der blev drevet landbrug.

Partielle byplanvedtægter optog dog kun bestemmelser om de ulige forhold i det omfang, dette skønnedes relevant for det pågældende sted.
En partiel byplanvedtægt havde altid præg af et juridisk dokument, hvor samtlige bestemmelser optoges som paragraffer. De var altid ledsaget af et bilagskortmateriale, hvor de enkelte bestemmelsers nøjere afgrænsning var vist.

## Gyldighed
De partielle byplanvedtægter havde juridisk gyldighed og blev derfor tinglyst på de enkelte berørte ejendomme (således som der var lagt op til i byplanlovens bestemmelser om byplanen). En partiel byplanvedtægt måtte og må principielt ikke fraviges. En undersøgelse af de partielle byplanvedtægters retsgyldighed har dog vist, at overordnede myndigheder kunne undergrave en partiel byplanvedtægts værdi ved at træffe beslutninger, der (i princippet ved udarbejdelsen af en ny plan) skulle indarbejdes i stedplanerne.
I forhold til bygningsreglementer udgjorde de partielle byplanvedtægters bestemmelser reelt en afløsning af disse, men som regel var blot tale om en detaljeret fastlæggelse af bygningsreglementets mere almene bestemmelser.

## Ophævelse
De partielle byplanvedtægter forblev i kraft ved planlovreformen og har fortsat gyldighed den dag i dag, medmindre de er ophævede, hvilket som regel sker ved udarbejdelsen af en ny lokalplan med tilpassede bestemmelser i henhold til planloven.

## Dispositionsplanområders omfang
Partielle byplanvedtægter skulle udarbejdes for sognekommuner og købstæder når forholdene krævede dette, det vil sige ved væsentlige ændringer i den hidtidige anvendelse, herunder ved byggeri og anlæg. I 1965 var der for alle kommuner i landet tilsammen udarbejdet godt 700 sådanne planer.